# Мікрохвильова піч

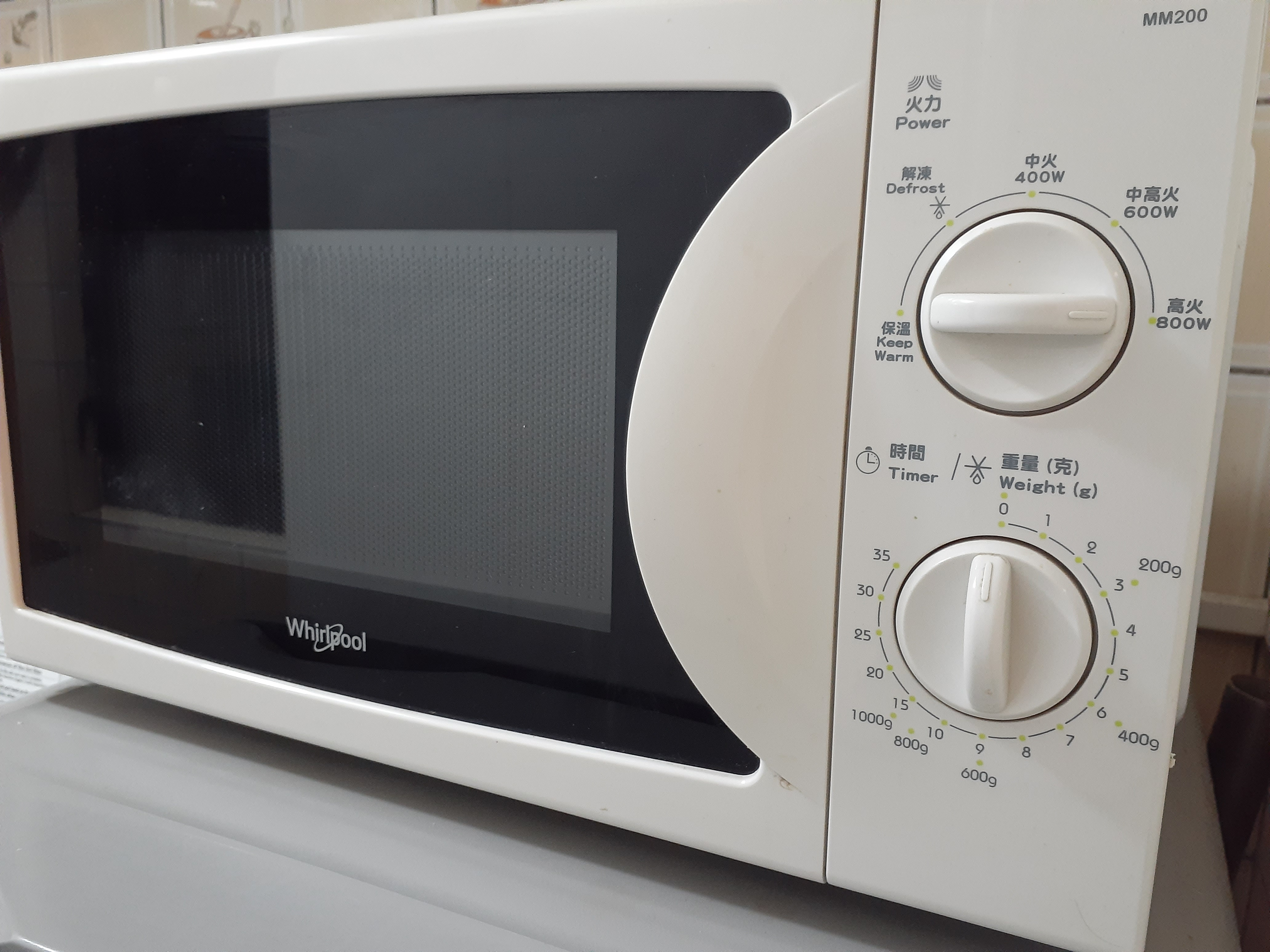
Мікрохвильова піч з механічним керуванням

Мікрохвильова́ піч (надвисокочастотна піч, МХП, НВЧ-піч) — побутовий електроприлад для швидкого приготування або швидкого підігріву харчових продуктів, а також для їх розморожування. Мікрохвильова піч є одним з найпопулярніших побутових електроприладів.
На відміну від інших пристроїв (як, наприклад, духовки або печі), у мікрохвильовій печі розігрів продуктів відбувається не з поверхні, а в більшій частині об'єму, оскільки радіохвилі (на частоті 2,450 ГГц) глибоко проникають майже у всі харчові продукти, унаслідок чого час приготування їжі істотно скорочується.

## Історія
Мікрохвильову піч винайшов і запатентував 8 жовтня 1945 житель штату Массачусетс інженер Персі Спенсер (Percy Spencer). Він першим зауважив здатність надвисокочастотного випромінювання до нагрівання продуктів. Спенсер працював у момент винаходу в компанії «Raytheon», що займалась виготовленням обладнання для радарів. За легендою, ідея створення такої печі прийшла йому в голову після того, як він, постоявши біля магнетрона (електронна лампа, яка генерує мікрохвильове електромагнітне випромінювання), виявив, що шоколадний батончик в його кишені розтанув. За іншою версією, він помітив, що нагрівся бутерброд, покладений на увімкнений магнетрон.
Перші НВЧ-печі, що призначалися для армійських їдалень і великих ресторанів, мали великий розмір. Так, піч «Radarange», випущена 1947 року фірмою «Raytheon», мала висоту близько 6 футів (183 см) і вагу близько 750 фунтів (340 кг).
Компактніші домашні печі почали вироблятися з 1955. Першу таку піч було продано 1 жовтня 1955 року за ціною 1295 доларів фірмою «Tappan Stove Company», яка отримала ліцензію на мікрохвильову технологію у фірми «Raytheon».
Перша серійна побутова мікрохвильова піч була випущена японською фірмою Sharp у 1962 році. Спочатку попит на новий виріб був невисокий.
У СРСР мікрохвильові печі випускалися на заводах ЗіЛ (Москва, модель «ЗІЛ») і Південмаш (Дніпро, моделі «Мрія МВ», «Дніпрянка-1» (1990 рік, 32 літри, потужність 2300 ватів, маса 40 кг, ціна 350 крб.), «Дніпрянка-2»), але використовувалися в них імпортні магнетрони японського виробництва.

## Принцип роботи
Принцип дії мікрохвильової печі будується на обробці продукту, вміщеного всередину приладу, мікрохвилями (НВЧ-випромінювання). Ці хвилі і нагрівають їжу. Мікрохвилі є однією з форм електромагнітної енергії, як і світлові хвилі або радіохвилі. Це дуже короткі електромагнітні хвилі, які переміщаються зі швидкістю світла (близько 300 тисяч км/с).
До складу продуктів входять багато речовин: мінеральні солі, жири, цукор, вода. Щоб нагріти їжу за допомогою мікрохвиль, необхідна присутність у ній дипольних молекул, тобто таких, на одному кінці яких є позитивний електричний заряд, а на іншому — негативний. Подібних молекул в їжі досить багато — це молекули жирів і цукрів. Але головне, що диполем є молекула води — найпоширенішої у природі речовини. Кожен шматочок овочів, м'яса, риби, фруктів містить мільйони дипольних молекул.
У відсутність електричного поля молекули розташовані хаотично. В електричному полі вони вибудовуються у напрямку силових ліній поля, «плюсом» в один бік, «мінусом» в інший. Варто полю поміняти напрям на протилежний, як молекули тут же перевертаються на 180 градусів.
Магнетрон, який містить кожна мікрохвильова піч, перетворює електричну енергію в надвисокочастотне електричне поле частотою 2,45 гігагерц (ГГц), яке і взаємодіє з молекулами води в їжі. Мікрохвилі «бомбардують» молекули води в їжі, змушуючи їх обертатися з частотою в мільйони разів в секунду, створюючи молекулярне тертя, яке і нагріває їжу.
Перевагою НВЧ-печей є швидкість приготування, зберігання в їжі вмісту деяких вітамінів і мінеральних речовин та економічність.
Мікрохвилі працюють тільки у відносно невеликому поверхневому шарі їжі, не проникаючи всередину глибше, ніж на 1-3 см. Тому нагрівання продуктів відбувається внаслідок двох фізичних механізмів — прогріву мікрохвилями поверхневого шару та подальшого проникнення тепла в глибину продукту внаслідок теплопровідності чи конвекції.

## Безпека
До негативних сторін слід віднести необхідність використання спеціального (неметалевого та неметалізованого) посуду, а також небезпеку потрапляння в їжу скляних скалок у випадку застосування посуду з металевим малюнком, що інструкція по використанню до будь-якої НВЧ-печі забороняє. Також можливі опіки при необережному користуванні, оскільки посуд від НВЧ-хвиль безпосередньо не нагрівається, а їжа — так.
Мікрохвилі не виходять за межі печі, оскільки спеціально встановлені в ній з усіх сторін захисні екрани утворюють клітку Фарадея. Сучасна побутова мікрохвильова піч обладнана таймером, а також автоматично вимикається в разі відкриття дверцят до збігу встановленого таймером часу. Однак магнетрон вимикається не миттєво, тому при дочасному відкритті дверцят мікрохвильове випромінення може вийти за межі печі.

## Різновиди
При виборі НВЧ печі слід орієнтуватися на її основні характеристики, серед яких — об'єм камери, тип управління, наявність гриля, потужність і деякі інші. Обсяг камери позначається на кількості продуктів, що вміщаються в мікрохвильову піч.
У залежності від виконуваних функцій мікрохвильовки ділять на три типи: НВЧ з мікрохвилями, з грилем і мікрохвильові печі з грилем і конвекцією.
Що стосується додаткових функцій мікрохвильових печей, то до найпоширеніших належать функції подвійного випромінювання (для рівномірного приготування продукту за об'ємом) і auto-weight, що означає, що електронні датчики зважать продукт і виберуть час приготування.
Управління в мікрохвильових печах буває трьох типів — механічне (найпростіший тип управління), кнопкове і сенсорне. Деякі моделі НВЧ печей мають діалоговий режим, коли на дисплеї висвічуються рекомендації під час приготування страви. Також може бути мікрохвильова піч з вбудованими рецептами приготування страв. Щоб запустити процес приготування, потрібно вказати вид продукту, кількість, рецепт. Готові програми дають можливість вибрати оптимальний режим, точний час приготування.
Деякі моделі оснащуються портом зв'язку для доступу в інтернет. Це дає можливість завантажувати нові рецепти страв і отримувати інформацію про його калорійність.
У число приладдя до НВЧ-печі можуть входити багаторівневі ґрати для тарілок, що дозволяє розігріти кілька страв, і ґрати для гриля.

## Будова
Основні компоненти мікрохвильової печі:
- джерело мікрохвиль
  - магнетрон
  - джерело високовольтного живлення магнетрона
  - коло управління
- хвилевід для передачі мікрохвиль від магнетрона до камери
- металева камера з металізованими дверцями, в якій концентрується мікрохвильове випромінювання
- допоміжні елементи
  - обертова тарілка в камері
  - схеми, що забезпечують безпеку («блокування»)
  - вентилятор для охолодження магнетрона та продування камери з метою видалення газів, що утворюються при приготуванні їжі.